# Jan Kuna II. z Kunštátu
Jan Kuna (II.) z Kunštátu († 1540) byl moravský šlechtic z boleradické větve rodu pánů z Kunštátu.

## Život

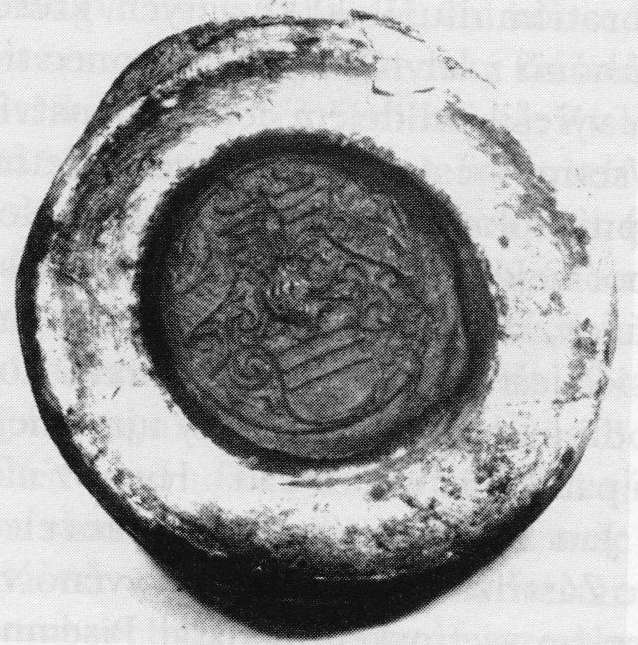
Pečeť Jana Kuny II. z Kunštátu 1518

Jeho otcem byl Boček Kuna z Boleradic. 
První písemná zmínka o Janu Kunovi pochází z roku 1495. V roce 1503 byl ženatý, protože své manželce Dorotě ze Zástřizl zapsal věno na vsetínském panství. 19. listopadu 1506 při dělení rodového majetku získal města a hrady Rožnov a Vsetín, za které měl vyplatit svým bratřím podíl. V tomto období se již pohyboval v zemské správě. V roce 1503 se uvádí jako posel k zemským deskám, roku 1508 se poprvé zúčastnil zemského sněmu. V letech 1523–1524 a potom 1530–1539 byl moravským zemským hejtmanem. V letech 1528–1529 také působil jako nejvyšší komorník brněnské cúdy. V listopadu 1529 se účastnil obrany Vídně. Jan Kuna se jako úspěšný a bohatý muž snažil dále rozmnožovat své statky. Angažoval se v oblasti kolem Kyjova, spolu s bratry se podílel na správě vizovického kláštera a hradu Lukova.
Zemřel roku 1540.

## Příbuzenstvo
- otec: Boček Kuna z Boleradic
- manželka: Dorota ze Zástřizl
- 1. bratr: Václav Kuna (1482–1487)
- 2. bratr: Smil Kuna starší (1495–1547)
- 3. bratr: Zikmund Kuna (1495)
- 4. bratr: Čeněk Kuna II. (1495)
- 5. bratr: Jindřich Kuna (1495–1553) probošt olomoucký
- 6. bratr: Vilém Kuna z Kunštátu starší
- 1. sestra: Ludmila (1506)
- 2. sestra: Benigna (1506–1557)
- 3. sestra: Markéta (1506)
- 1. syn: Boček Kuna (1541–1548)
- 2. syn: Jan Kuna (1540–1548)
- 3. syn: Smil Kuna II. (1542–1574)
- 4. syn: Čeněk Kuna III. (1542–1566)
- 5. syn: Kryštof Kuna (1542–1580)